# Devetaci (Republika Serbska)
Devetaci (cyr. Деветаци) – wieś w Bośni i Hercegowinie, w Republice Serbskiej, w gminie Novi Grad. W 2013 roku liczyła 70 mieszkańców.